# أديتيا هارلان
أديتيا هارلان (بالإندونيسية: Aditya Harlan)‏ (17 يونيو 1987 في إندونيسيا - ) هو لاعب كرة قدم إندونيسي في مركز حراسة المرمى. لعب مع برسيبو بوجونيغورو ومادورا يونايتد وباريتو بوترا ‏ وTangerang Wolves F.C. ‏.

## وصلات خارجية
- أديتيا هارلان على موقع قاعدة بيانات كرة القدم.إي يو (الإنجليزية)
- أديتيا هارلان على موقع Soccerway.com (الإنجليزية)